# Monaco: What's Yours Is Mine
Monaco: What's Yours Is Mine är ett sneak 'em up-actionspel utvecklat av Pocketwatch Games. Spelet visas i ett uppifrån-och-ner-perspektiv där spelare samarbetar för att utföra ett rån genom att använda olika specialiserade karaktärer. Monaco vann två utmärkelser vid 2010 års GDC Independent Games Festival: Seumas McNally Grand Prize och Excellence In Design. I juni 2013 utannonserade speldesignern Andy Schatz att utvecklingen av en portering till Linux hade påbörjats.
Under september 2014 var Monaco: What's Yours Is Mine listat som ett gratis nedladdningsbart arkadspel för Xbox Live Gold-medlemmar på Xbox 360. I samma månad 2014 hade spelet sålt över en miljon exemplar.

## Spelupplägg
Spelet har en uppifrån-och-ner-vy av området, där spelare bara kan se objekt i sin "blickfång". Kartorna av nivåerna visas som en typ av blåkopior. Spelare har förmågan att låsa upp dörrar och "smyga" ljudlöst, men detta saktar ner farten. Det finns flera olika föremål som går att komma över och som kan hjälpa spelaren genom nivåerna, däribland rökbomber, C-4, EMP, diverse vapen och redskap. Spelare måste undvika vakter som kommer att försöka stoppa framryckningar. Spellägen för två-fyra spelare online och lokalt samarbetsläge förekommer.
Spelet innehåller fyra olika kampanjer. Två av dem berättar samma historia på olika sätt. En är relaterad till de olika lagmedlemmarna i spelet och den sista kampanjen visar vad som sker efter slutet på de första två kampanjerna. 

### Karaktärer[9]
Spelaren kan styra åtta karaktärer som alla har skiftande förmågor. Några av dem är spelbara från start och några är möjliga att låsa upp. Karaktärerna har en huvudsaklig egenskap som gör de snabbare på det området än någon annan av de andra karaktärerna. Utöver detta tillkommer sekundära förmågor. 
- The Locksmith (blå färg) kan låsa upp dörrar, kassaskåp och kontantautomater snabbare än alla andra karaktärer.
- The Pickpocket (gul färg) har en apa som kan ta mynt. The Pickpocket kan också gömma sig snabbt i buskar.
- The Cleaner (rosa färg) kan slå till oanande fiender och använda medicinpaket.
- The Lookout (röd färg) kan se alla NPCs (icke-spelbara karaktärer) så länge hon inte springer. Hon kan även äntra ventiler och springa något fortare än någon annan.
- The Mole (lila färg) kan gräva sig förbi väggar och ta sig in i hemliga passager.
- The Gentleman (turkos färg) kan maskera sig när han är gömd, samt kvickt sätta sig i flyktfordon.
- The Hacker (grön färg) kan generera datorvirus från vägguttag och hacka datorer och inaktivera kameror snabbare än alla andra karaktärer.
- The Redhead (orange färg) kan förföra och lugna en ensam fiende. Dessa kan sedan omedelbart öppna låsta dörrar till henne. Hon har också möjlighet att återuppliva fallna lagmedlemmar snabbare än någon annan karaktär.

## Utveckling

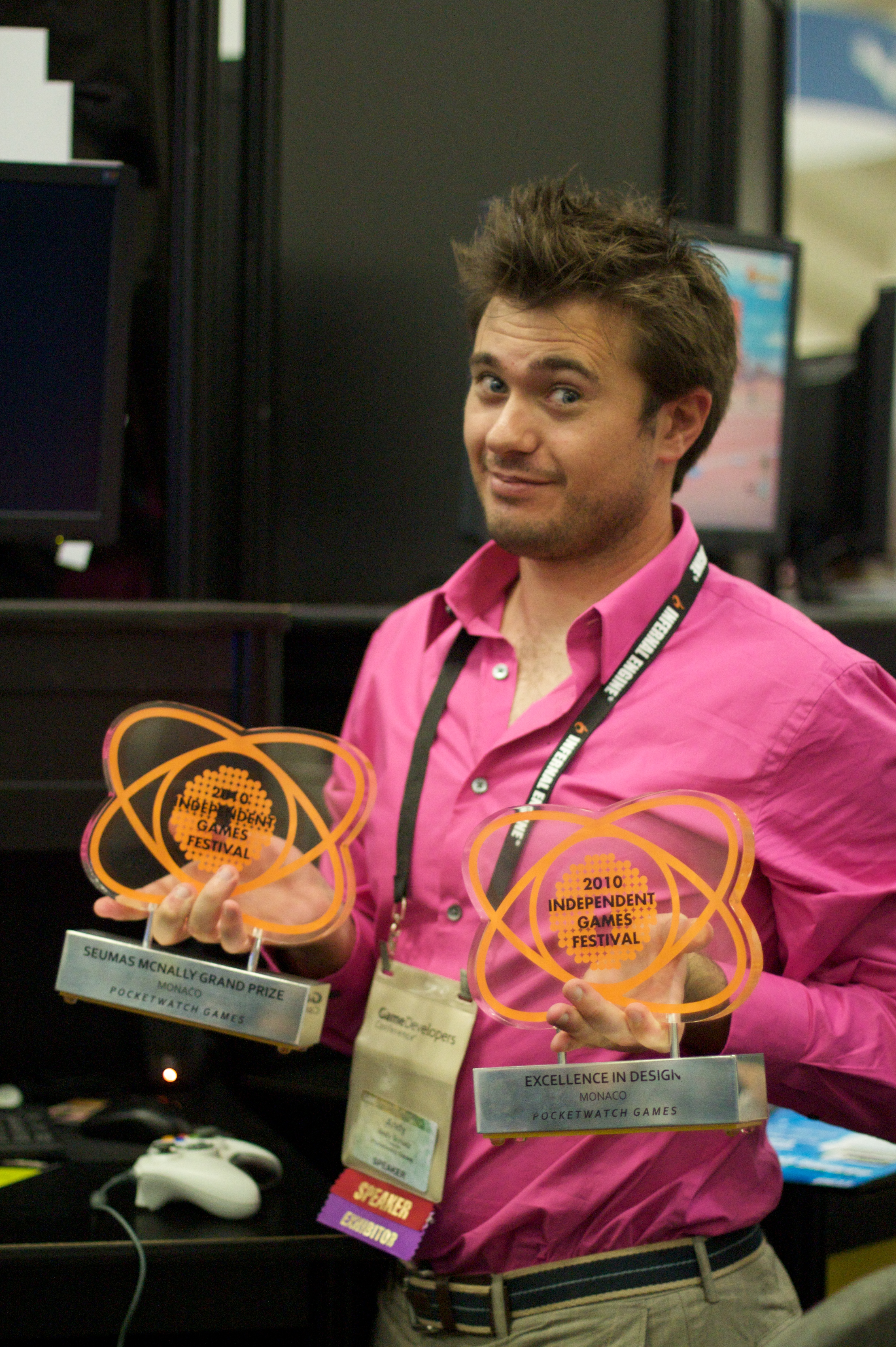
Spelutvecklaren Andy Schatz med de två utmärkelserna Monaco fick på Independent Games Festival 2010

Idén till Monaco hade sitt ursprung 2003, då Andy Schatz fortfarande jobbade på ett annat företag, TKO Software. Han fick tillåtelse av sin chef att börja jobba på en prototyp till ett av sina egna spelkoncept. 2004 grundade Schatz sitt eget företag, Pocketwatch Games, som inledningsvis utvecklade spelen Wildlife Tycoon: Venture Africa och uppföljaren Venture Arctic. En tredje del i serien, Venture Dinosauria var på gång, men det sista spelet övergavs till förmån för något nytt. Tanken om Monaco återuppväcktes inte förrän i oktober 2009 då prototypen skapades. Efter några veckors utveckling hade ett lämpligt bidrag till IGF Awards tillkommit. Prototypen var en framgång och den kom att vinna i kategorierna Excellence in Design och Grand Prize. Schatz hade ursprungligen planerat att Monaco skulle bli ett snabbt sexveckorsprojekt, men när det började växa och få uppmärksamhet, och efter att genomfört ett antal misslyckade pitchar till företag som Microsoft, krävde det betydligt mer jobb än han från starten hade avsett. När han blev mer involverad i jobbet med spelet började han värva andras hjälp.      
2011 började Andy Nguyen, producent och designer, jobba tillsammans med Schatz med spelet. Schatz träffade Nguyen när han letade efter personer för speltestning av spelet. Nguyen fick kännedom av detta och kontaktade Schatz och frågade om praktik. Nguyen hade ingen tidigare erfarenhet av programmering eller speldesign men fick Schatz’s uppmärksamhet genom att bifoga ett personligt brev och en detaljerad analys av Facebookspelet Zumba Blitz. Schatz gick med på att använda hans hjälp och anställde honom för att hitta buggar i spelet. I december 2011 offentliggjorde Schatz att han värvat Austin Wintory, kompositör som bland annat hade skrivit musiken till spelen Flow och Flower, för att komponera originalmusiken till Monaco. Från början hade Schatz planerat använda musik fri från royalties som han beskrev som "old-timey ragtime", men beslöt att inte göra så eftersom han var bekymrad över att musiken skulle vara lätt att känna igen från andra ställen.
Den 3 april 2014 släpptes den slutliga nedladdningsbara delen av spelinnehållet, kallad Monaco: Fin, i form av en uppdatering. Schatz beskrev den kampanjen som "brutalt svår".  

### Musik
| 1.           | What's Yours Is Mine            | 0:43  |
| 2.           | Prison Life                     | 3:35  |
| 3.           | Hijack at the Hairpin           | 1:49  |
| 4.           | Foreign Affairs                 | 3:55  |
| 5.           | Liquidity                       | 3:18  |
| 6.           | Manoir Moucharder               | 3:08  |
| 7.           | Turf War                        | 1:44  |
| 8.           | Le Port De La Condamine         | 2:18  |
| 9.           | Centre Hospitalier              | 1:44  |
| 10.          | False Teeth                     | 5:12  |
| 11.          | The Devil's Trick               | 3:27  |
| 12.          | Discothéque Rouge               | 2:49  |
| 13.          | Quartier Diamant                | 4:41  |
| 14.          | Pearls Before Swine             | 2:22  |
| 15.          | Casino De Monte Carlo           | 2:26  |
| 16.          | Hôtel De Monaco                 | 2:07  |
| 17.          | Can't Resist (feat. Laura Vall) | 2:03  |
| Total längd: | Total längd:                    | 47:21 |

## Mottagande
| Mottagande                | Mottagande                |
| Samlingsbetyg             | Samlingsbetyg             |
| Tjänst                    | Betyg                     |
| ------------------------- | ------------------------- |
| Gamerankings              | 86% (PC) 80% (X360)       |
| Metacritic                | 83/100 (PC) 81/100 (X360) |
| Recensionsbetyg           |                           |
| Publikation               | Betyg                     |
| Destructoid               | 9.5/10                    |
| Electronic Gaming Monthly | 8.5/10                    |
| Gamespot                  | 7/10                      |
| Gamesradar                | [ 24 ]                    |
| IGN                       | 9/10                      |
| Polygon                   | 7/10                      |

Monaco: What's Yours Is Mine fick överlag positiva recensioner vid dess utgivning. På recensionssammanställningssidan Metacritic fick PC-versionen en genomsnittlig poäng på 83 av 100, baserat på 47 recensioner, och Xbox 360-utgåvan fick en genomsnittlig poäng på 81/100, baserat på 16 recensioner. PC-versionen fick en poäng på 86%, baserat på 27 recensioner, och Xbox 360-utgåvan fick en poäng på 80%, baserat på 16 recensioner, från sammanställningssidan Gamerankings. Richard Lemarchand, tidigare lead designer på Naughty Dog, fick 2012 spela Monaco medan spelet ännu var i Betaversionen. Han sade "varje bit så grymt bra som du hade hoppats". Trots positiva reaktioner uttryckte Schatz besvikelse över försäljningen av spelet till Xbox-versionen. Han härrörde detta till det försenade utgivningsdatumet av denna version av spelet, orsakad av en bug.